# 磐城皇子
磐城皇子（いわき の みこ、生年不詳 - 雄略天皇23年（479年）以降、清寧天皇2年（481年）11月以前）は、『日本書紀』に伝えられる古墳時代の皇族（王族）。雄略天皇と吉備上道臣氏出身の稚媛との間の子で、星川稚宮皇子（ほしかわのわかみやのみこ）の同父兄。異父兄に吉備上道兄君、吉備上道弟君がいる。

## 記録
弟の清寧天皇を雄略天皇の第三子とする日本書紀の記述から、第一皇子の可能性がある。
磐城皇子の名前は『古事記』には見えず、『日本書紀』巻第十四、巻第十五のみに現れる。
具体的な記述は、雄略天皇23年8月（479年）の雄略天皇崩御直後、弟の星川皇子が叛乱を起こそうとした際に、
とあるのみである。
この記述から、控え目で慎重な性格と、なおかつ分限を守っていたことが窺われる。なお、
とあり、皇子の名前がないところから見て、この時の叛乱には参加しなかった可能性が高い。上記の言葉が残されている時点で、乱には卷き込まれなかったことが分かる。
ただ、清寧天皇2年11月（481年）に市辺押磐皇子（いちへ の おしは の みこ）の息子である二王が発見され、子のない清寧天皇が驚歎後、後継ぎができたと喜ぶのだが、この時に磐城皇子もしくはその子孫が生きていれば、このようなことは起こりえなかった、と推定される（あるいは、磐城皇子が皇位につけない深い事情があったのかも知れない）。

## 年齢
上記にあげたように、磐城皇子の弟が白髪皇子（清寧天皇）である。
清寧天皇は西暦に直すと484年に崩御しており、「時に年若干（みとしそくばく)」とあるが、『神皇正統記』によると39歳、『水鏡』などに41歳、『皇代記』などに42歳とあり、星川皇子の反乱時には35歳前後だったことになる。
磐城皇子の年齢も、それより若干上であったとみることができる。
なお、兄君、弟君はそれよりも年上だったことになり、弟君は雄略天皇7年（463年）には25歳前後、兄君は星川皇子の叛乱当時は40歳前後ということになる。

## 子孫
『古事記』には「石木王（いわきのおおきみ）」が顕宗天皇の皇后、難波王の父親としてあげられている。同様の記述は、『書紀』巻第十五にもあり、難波小野王（なにわのおののみこ）の父は、允恭天皇の曾孫で、「磐城王」（いわきのみこ）の孫でもある丘稚子（おかのわくご）の娘だという。「石木王」＝「磐城王」＝「磐城皇子」とみて、間違いはないであろう。
顕宗天皇が難波小野王を皇后として迎えた理由は、雄略天皇の血を女系継承で伝えようとしたためだと思われる。しかし、難波小野皇后は皇子を儲けることができず、皇太子時代の仁賢天皇に無礼を働いた、という理由で顕宗天皇崩御後（489年）に自死し、磐城皇子、稚媛の皇室での血統はここで途絶えてしまった。
荷田春満を輩出した伏見稲荷大社社家の荷田氏の祖・荷田殷は磐城皇子の末裔であるという説がある。